# Aida Edemariam
Aida Edemariam (amharisch አይዳ እደማርያም; geb. vor 2000 in Addis Abeba) ist eine äthiopisch-kanadische Journalistin. Aktuell ist sie leitende Feuilletonistin und Redakteurin beim britischen Guardian. Bekannt wurde sie durch den autobiographischen Text The Wife’s Tale: A Personal History (2018), in dem sie ihre Erinnerungen an ihre äthiopische Großmutter verarbeitete.

## Biographie
Edemariam kam als Tochter des äthiopischen Internisten und Hochschullehrers Edemariam Tsega (1938–2018) und der kanadischen Ärztin Frances Lester als Älteste von vier Geschwistern in der äthiopischen Hauptstadt Addis Ababa zur Welt, wo sie auch aufwuchs. Sie studierte Anglistik an der Oxford University und der University of Toronto.
In der Folge arbeitete sie als Journalistin in New York und London, bei der Torontoer National Post arbeitete sie als Literaturkritikerin. Sie führte große Interviews mit Persönlichkeiten wie Alice Munro, Hilary Mantel und Jorie Graham bis hin zu Ehud Barak und John Kerry.
Das Konzept für ihren autobiographischen Text The Wife’s Tale: A Personal History – die Geschichte ihrer äthiopischen Großmutter Yetemegnu – wurde von der britischen Royal Society of Literature mit dem Jerwood Award ausgezeichnet. Er basiert auf den Aufzeichnungen von Gesprächen, die die Autorin im Verlauf von über 10 Jahren mit ihrer Großmutter auf Amharisch führte mit einer Gesamtlänge von über 70 Stunden und in denen diese von ihrem Leben berichtet. Yetemegnu war in den 1910er Jahren in der nordäthiopischen Stadt Gondar zur Welt gekommen und wurde, noch bevor sie zehn Jahre alt war, mit einem zwanzig Jahre älteren Mann, der Dichter-Priester war, verheiratet. Im Laufe ihres Lebens veränderte sich die Welt um sie herum dramatisch. Vor dem Hintergrund der faschistischen Invasion und Besetzung, der Bombardierung durch die Alliierten und der Vertreibung aus ihrer Stadt, dem Aufstieg und Fall von Kaiser Haile Selassie, der Revolution unter Mengistu und dem Bürgerkrieg erlebte sie Elternschaft, Witwenschaft und den Tod von Kindern.
The Wife’s Tale erhielt bei seiner Veröffentlichung im Februar 2018 positive Kritiken des Literaturblogs Fourth Estate von HarperCollins, die Kritikerin der Times fand das Buch „bereichernd“, Lucy Hughes-Hallett schrieb im New Statesman, dass man beim Lesen von The Wife’s Tale nicht nur von vergangenen und (für einen westlichen Leser) weit entfernten Zeiten höre, sondern in diese hineinversetzt werde. Nadifa Mohamed lobte im Guardian das Buch als ein liebevolles Porträt einer Großmutter, das durch die Distanzen zwischen der Autorin und ihrem Thema nicht geschmälert werde, und Nilanjana Roy beschrieb es in der Financial Times als „herausragende und ungewöhnliche Memoiren“, in denen Edemariam ein Jahrhundert äthiopischer Geschichte anhand des Lebens ihrer neunzigjährigen Großmutter nachzeichne. Im Observer bemerkte Arifa Akbar: „Was diese Erzählung jedoch zum Leben erweckt, ist nicht die Genauigkeit ihrer Recherche, sondern ihre Vorstellungskraft und ihr romanhafter Ton. Edemariams Prosa dringt in Yetemegnus Erinnerungen ein, um sie zu bewohnen und sie solide und lebendig zum Leben zu erwecken.“ Samira Sawlani wählte The Wife’s Tale zu einem der „besten Bücher afrikanischer Schriftsteller im Jahr 2019“ und kam in African Arguments zu folgendem Schluss: „Aida Edemariam hat der Welt einen unbezahlbaren Einblick in die Geschichte durch die Augen ihrer Großmutter geschenkt.“ 2018 war das Buch auch auf der Shortlist des kanadischen Governor General’s Literary Award for Nonfiction und des britischen Arts Futures Award.
2019 wurde Edemariam für The Wife’s Tale mit dem Ondaatje Prize ausgezeichnet, der von der Royal Society of Literature an britische, irische und Commonwealth-Autoren vergeben wird.
In der 2019 erschienenen Anthologie New Daughters of Africa von Margaret Busby ist Aida Edemariam mit dem Text Seven Types of Water vertreten.
Aida Edemariam ist Dozentin für kreatives Schreiben an der University of Cambridge. Sie war Jurymitglied beim International Booker Prize, dem David Cohen Prize for Literature, dem RSL Giles St Aubyn Award for Non-fiction, dem Queen Mary Wasafiri New Writing Prize, den Society of Authors Travelling Scholarships und den 2024 Press Awards. Sie arbeitet gelegentlich auch als Übersetzerin aus dem Amharischen. Sie lebt heute in Oxford.